# Produkty rolne

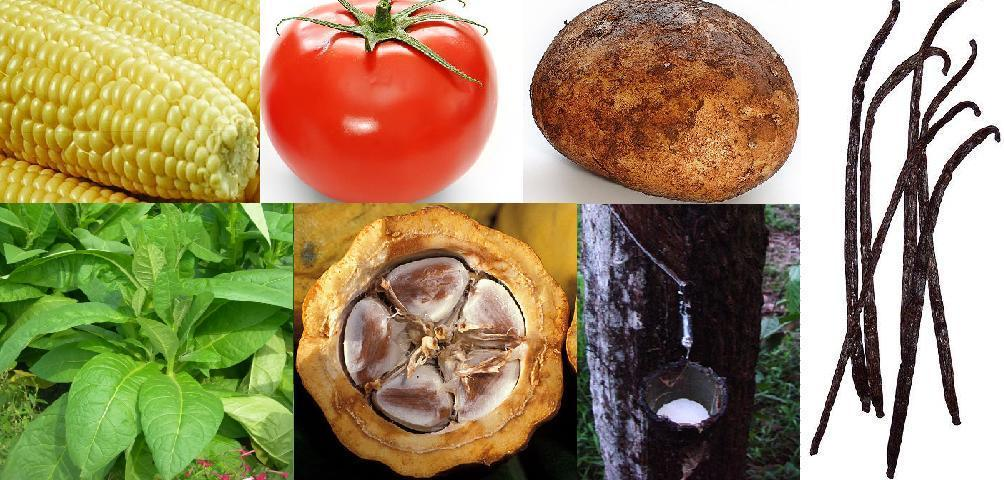
Produkty rolne

Produkty rolne – płody ziemi, produkty hodowli i rybołówstwa oraz bezpośrednio związane z nimi produkty pierwszego stopnia przetworzenia. Definicja produktów rolnych zawarta jest w art. 32 ust. traktatu rzymskiego.
Trybunał Sprawiedliwości Wspólnot Europejskich wskazał, że przy definiowaniu określenia "produkty rolne pierwszego stopnia przetworzenia" decydujący jest "ekonomiczny związek między produktem podstawowym a produktem przetworzonym, a nie liczba kolejnych etapów przetwórstwa".
Ust. 3 art. 32 Traktatu Rzymskiego zawiera listę produktów rolnych, których dotyczą postanowienia traktatu. Co do zaliczania produktów do tej listy stosuje się taką samą nomenklaturę co przy Wspólnym Systemie Taryf Celnych.